# Aldose réductase
L'aldose réductase, ou aldéhyde réductase, est une oxydoréductase qui catalyse la réaction :
Alditol + NAD+  {\displaystyle \rightleftharpoons }  aldose + NADH + H+.
Alditol + NADP+  {\displaystyle \rightleftharpoons }  aldose + NADPH + H+.
Cette enzyme est capable de traiter une grande variété de substrats possédant un groupe carbonyle tels que des aldéhydes et des cétones, et notamment des oses. Elle est surtout connue pour catalyser la conversion du glucose en sorbitol, à partir duquel il peut être converti en fructose par la sorbitol déshydrogénase :

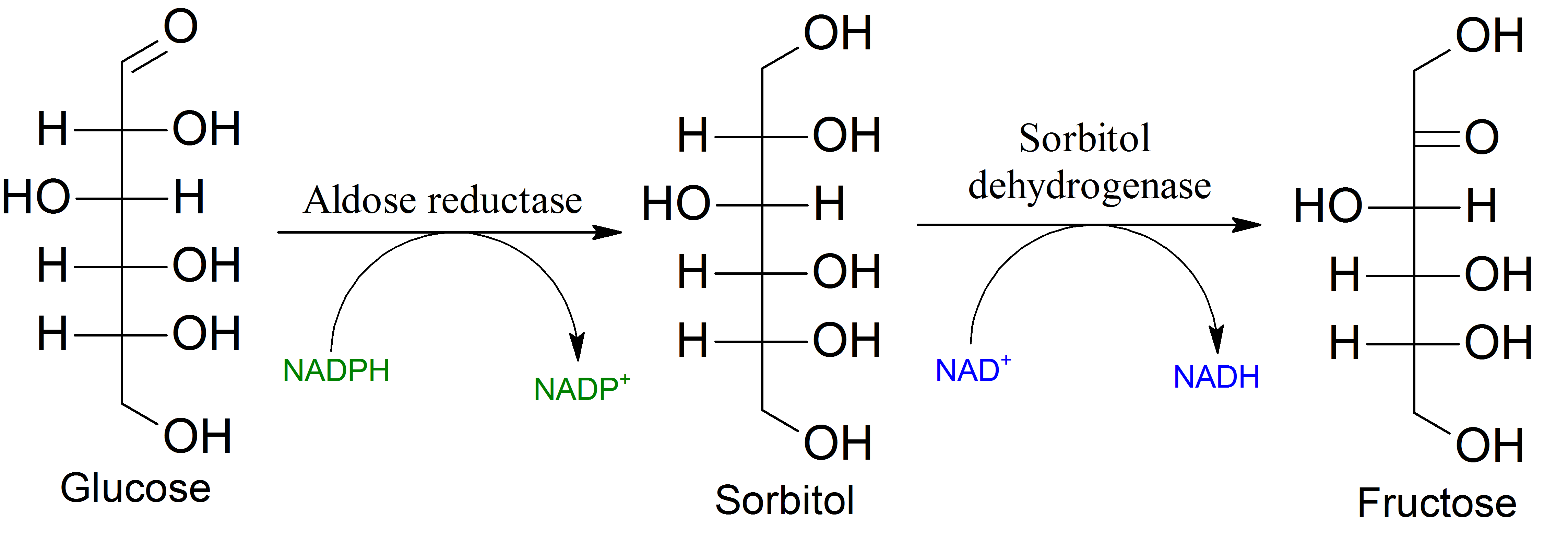
Conversion du glucose en fructose via le sorbitol.

- Cette voie tire parti de la différence des rapports NADPH/NADP+ et NADH/NAD+ pour mener à une formation irréversible de fructose aux dépens de glucose.

- Cette voie fonctionne également dans certains tissus (cristallin, gaine de myéline dans les nerfs périphériques) lorsque la concentration de glucose est élevée. Le Km de l’aldose réductase pour le glucose étant élevé, la réaction est plus rapide en cas d’hyperglycémie.

- La formation de sorbitol participerait au développement de complications diabétiques (cataracte, neuropathie périphérique), raisons pour laquelle des firmes pharmaceutiques ont développé des inhibiteurs de l’aldose réductase (Epalrestat, par exemple) utilisés dans certains pays pour prévenir la neuropathie diabétique.

La principale voie de conversion du glucose en fructose fait intervenir une hexokinase et de l'ATP qui donne du glucose-6-phosphate, isomérisé en fructose-6-phosphate puis hydrolysé en fructose et phosphate inorganique, mais la voie passant par le sorbitol présente l'intérêt d'économiser une molécule d'ATP.